# پیست ایمولا
پیست اتومبیل‌رانی بین‌المللی انزو دینو فراری (به ایتالیایی: Autodromo Internazionale Enzo e Dino Ferrari)، که بیشتر با نام پیست ایمولا (به انگلیسی: Imola Circuit) شناخته می‌شود، یک میدان مسابقه است که در نزدیکی شهر ایمولا، در کشور ایتالیا قرار دارد. از این پیست برای برگزاری جایزه بزرگ سان مارینو، که یکی از سری گراند پری‌های مسابقات قهرمانی جهان فرمول یک است، استفاده می‌شود. پیکربندی کنونی این پیست از ۱۷ پیچ تشکیل شده و طول آن برابر با ۴٫۹۰۹ کیلومتر (۳٫۰۵۰ مایل) است.